# 北美水獺

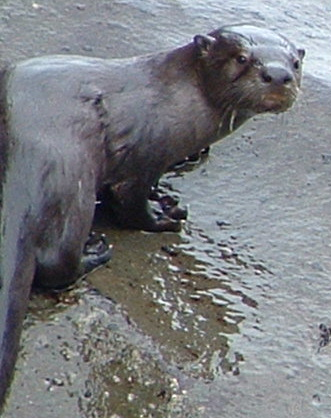
美國奧林匹克國家公園裏的北美水獺

北美水獺（學名：Lontra canadensis），是一種產于北美洲的水獺，也叫北方水獺。分佈於整個北美大陸的河岸與淡水水域，包括加拿大、阿拉斯加、美國西北地区各州、五大湖附近和大西洋沿岸各州，以及墨西哥灣。
其种加词“canadensis”意为“加拿大的”。

## 特徵
北美水獺身體呈流綫型，軀體健壯而腿較短，網狀的腳趾，長長的尾巴。體長65-107釐米，尾長30-45釐米，一般佔整個身體的30-40%，體重為3-14公斤。北美水獺頭部圓小，腿短而有力，鬍鬚較長，雄性水獺比雌性要大許多。
體毛一般為深褐色，喉部為銀灰色。北美水獺是游泳好手，但也能在陸地上行走很長時間，並且經常用腹部在雪地裏或冰面上快速滑行。北美水獺的鼻腔在水下可以自動關閉，毛髮軟而密，可以防止受凍，這些特徵都適應于水下的生活。
北美水獺在陸地的奔跑速度可達30公里/小時。野生平均壽命約為10-15年，圈養條件下可達27年。

## 棲息地
北美水獺在陸地上筑巢，而在水生的環境中覓食，例如湖泊、河流、濕地、沼澤甚至開放的大洋中。

## 食性
北美水獺主要吃魚，但也吃昆蟲、蛙類、甲殼類，有時也吃小型哺乳動物。比較大的北美水獺甚至襲擊一些類似鴨、鵝、蒼鷺的水鳥。它們一般在夜間以及黎明、黃昏比較活躍。在沒有人打擾的情況下，也在白天活動。它們經常搶奪別的動物的巢穴，並將其殺死，例如河狸、麝鼠等。
北美水獺一般一年交配一次，多為冬末春初之交，雄性水獺要與多頭雌性水獺交配。孕期為2個月，斷奶期為3個月。每胎1-6仔，通常只有2-3仔。

## 習性

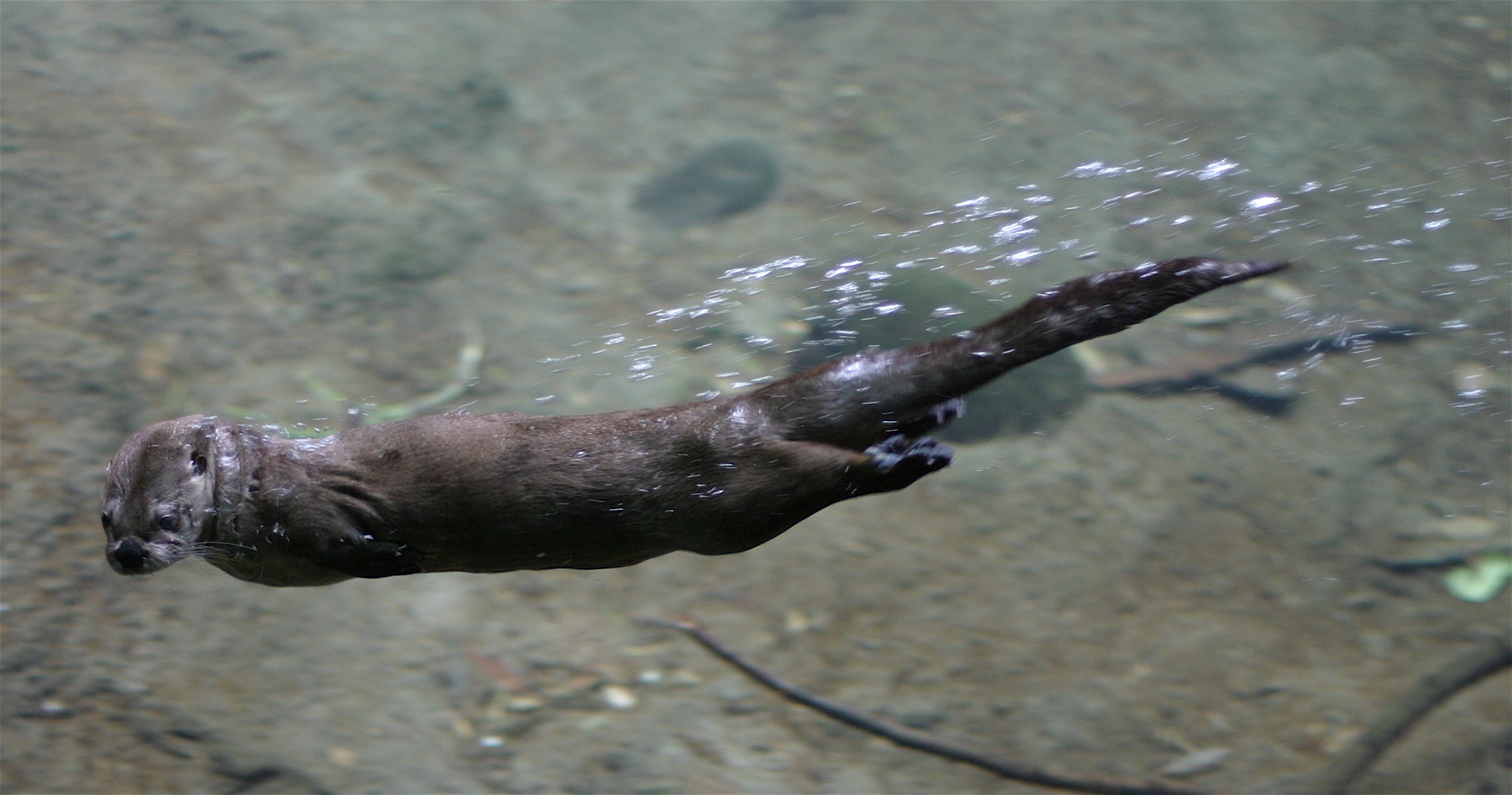
在水下游泳的北美水獺

北美水獺是高度活躍的動物，只要不在睡覺，它就一直會保持活動狀態，例如追逐、滑行、游泳、跳躍、摔打。因此北美水獺是動物園中十分受歡迎的動物。但成年水獺對人類攻擊性很強，不宜作爲寵物飼養。
一般成對生活，有時也組成家庭單元。

## 保育現狀
北美水獺的天敵包括熊、美洲獅、狼和郊狼，在南部地區也受到鱷魚的襲擊。但它們最大的敵人是人類。
由於皮毛十分昂貴，北美水獺成為人類捕獵的目標，同時水域的污染也導致了北美水獺數量的下降。自十九世紀以來，它們已經在很多地區消失。在大部分地區，人們開始逐漸禁止獵取水獺，並幫助恢復北美水獺的棲息環境。